# Gabriel de Lacoste de Belcastel
Báró Gabriel de Lacoste de Belcastel, illetve Jean-Baptiste de Belcastel (Toulouse, 1821. október 26. – Colomiers, 1890. január 20.) francia jogász, politikus.

## Nemesi család
A Lacoste de Belcastel család Foix környékéről származik és az 1600-as évek végéi ott is tartózkodott. Az egyik ág a Tarn megyei Lavaurban telepedett le, ahol megkapták a szomszédos Belcastel báróságot. Egyházi személyek, katonák, bírók és képviselőházi tagok kerültek ki közülük.

## Élete
Jean-Baptiste Gaston Gabriel Marie Louis Lacoste de Belcastel néven született báró Auguste de Lacoste de Belcastel (1772-1832) lovassági tiszt és Angélique d'Argout (elhunyt: 1869) fiaként. Két idősebb testvére volt: Paul (1818-1892) és Gaston (1816-1867). A "Vaugirard"-nak is hívott Collège de l'Immaculée-Conception jezsuita középiskolába járt, majd jogász lett és szülőföldje irodalmával és mezőgazdaságával foglalkozott.
Felesége Mescur de Lasplanes a Castelnaudaryban született Raymond Dominique Ferlus (1756-1840) unokája volt.
1850-ben a "Discours sur le progrès" című beszéde elnyerte az Académie des Jeux floraux arany vadrózsa díját, majd 1853-ban a társaság teljes jogú tagjává választották. 1867-ben tagjai közé fogadta a Société d'agriculture de la Haute-Garonne regionális mezőgazdasági társaság.
Egy 1869-ben a római kérdésről megjelent röpiraton kérlelhetetlen ultramontánnak mutatkozott. 1871-ben "Ce que garde le Vatican" ("Amit a Vatikán védelmez") címmel röpiratott jelentetett meg, melynek nyomán IX. Piusz pápa (1792-1878) elismerő levelet írt neki.

## Politikai tevékenysége
1871. február 8-án a francia Nemzetgyűlés tagjává választották Haute-Garonne küldöttjeként. Február 17-én a bordeaux-i nemzetgyűlés során egyedüliként szavazott Adolphe Thiers köztársasági elnökké választása ellen azzal a megjegyzéssel, hogy "Egyetlen napra sem vagyok hajlandó republikánus lenni." Hajlíthatatlan monarchistaként ellenezte a Nemzetgyűlés Párizsba helyezését. Békére szólított fel és felszólalt az 1871-ben elcsatolt Elzász-Lotaringia száműzöttjei számára algériai birtokok adományozásáért, a száműzés törvényi szabályozásáért és felkarolta a püspökök petícióját. Ugyanezen év szeptemberében 45 küldöttársával együtt levelet küldött IX. Piusznak, melyben helyeslik a pápa "Syllabus" néven hivatkozott complectens præciuos nostræ ætatis errores címmel kiadott, az állam és az egyház szétválasztásának (az állam szekularizációjának) elítélését kimondó enciklikáját.
1873 májusában közreműködött Thiers elnök megbuktatásában, továbbá 1873. május 26-án Gabriel de Lacoste de Belcastel és Auguste de Brettes-Thurin gróf ultra-katolikus küldöttek tiltakozásának hatására meghiúsult a protestáns Edmond de Guerle Haute-Garonne megyei prefektussá iktatása.
1876. január 30-án Haute-Garonne szenátorává választották. A Felsőházban szintén a monarchisták oldalán kapott mandátumot. Ellenezte a frissen alakult egyetemi fakultások diplomaszerzési szabályainak módosításait, továbbá tiltakozott a vallási rendek, szervezetek összeírása ellen 1876 decemberében.
1879-től, a politikai tevékenységtől való visszavonulása után felszólalt több katolikus gyűlésen, kongresszuson. Zarándoklatokat szervezett a Szentföldre. Közreműködött a L'Univers és más regionális folyóiratokkal. Elnyerte a pápa által adományozott IX. Piusz-rend lovagkeresztjét.

## Művei
- Étude sur les îles Canaries (1862)
- La Citadelle de la liberté ou la question romaine au point de vue de la liberté du monde (1867)
- Ce que garde le Vatican (1871)[8]